# Türkisch-Islamische Union der Anstalt für Religion
Die Türkisch-Islamische Union der Anstalt für Religion e. V. (türkisch Diyanet İşleri Türk İslam Birliği, abgekürzt DİTİB) ist die größte sunnitisch-islamische Organisation in Deutschland.
Der Verband mit Sitz in Köln-Ehrenfeld ist ein seit dem 5. Juli 1984 beim Amtsgericht Köln eingetragener Verein. Er untersteht der dauerhaften Leitung, Kontrolle und Aufsicht des staatlichen Präsidiums für religiöse Angelegenheiten (Diyanet İşleri Başkanlığı) der Türkei, welches früher dem türkischen Ministerpräsidentenamt angegliedert war und heute dem Präsidenten direkt unterstellt ist. Er ist Gründungsmitglied des Koordinierungsrats der Muslime in Deutschland. Der Vorsitzende der DİTİB ist in Personalunion auch türkischer Botschaftsrat für religiöse und soziale Angelegenheiten. Zudem werden die an staatlichen theologischen Hochschulen in der Türkei ausgebildeten Imame der DİTİB für fünf Jahre nach Deutschland geschickt und sind de facto Beamte des türkischen Staates, von dem sie auch bezahlt werden.

## Organisation
Als in der Bundesrepublik Deutschland tätiges Organ der türkischen Regierung mit religiöser und sozialer Zielsetzung vertritt die DİTİB ein Islamverständnis im Sinne des in der Türkei vorherrschenden sunnitischen Islams. Die Satzung des eingetragenen Vereins wird von der DİTİB nicht veröffentlicht, sondern ist nur beim zuständigen Amtsgericht Köln einsehbar. Zu den Zielen zählen die religiöse Betreuung, Aufklärung und Unterweisung der in Deutschland lebenden türkischen Muslime, Einrichtung und Unterhalt von Gebets- und Unterrichtsstätten und die Ausbildung von Laienpredigern, außerdem die Veranstaltung von sozialen und kulturellen Aktivitäten und Sprachkursen sowie die Durchführung von Berufsbildungsmaßnahmen.
Organe sind Mitgliederversammlung, Vorstand und Beirat. Letzterer wird als das mächtigste Organ des Vereins benannt, denn er bestimmt laut Satzung den Vorstand: „§ 9, Absatz 2. Wahl des Vorstandes: Der Vorstand wird auf die Dauer von 2 Jahren gewählt. Zur Wahl stellen können sich nur vom Beirat vorgeschlagene Personen. Der Beirat hat für die Wahl eines Vorstandsmitgliedes 2 Kandidaten aufzustellen.“ Gleichzeitig nimmt der Beirat „gegenüber der DİTİB Leitungs-, Steuerungs- und Kontrollbefugnisse wahr. So besteht der mächtige Beirat, der an Entscheidungen über alle grundlegenden Fragen des Verbands beteiligt werden muss und zumeist die endgültige Entscheidungsbefugnis hat, ausschließlich aus Diyanet-Funktionären. Zudem haben Diyanet-Vertreter in den DİTİB-Mitgliederversammlungen ein größeres Stimmengewicht als die Vertreter der 896 DİTİB-Ortsgemeinden.“
Organisatorisch unterhält der Verein zehn Abteilungen:
- Abteilung für das Persönliche Büro des Vorsitzenden, Medien und Öffentlichkeitsarbeit
- Abteilung für Beratungs- und Aufsichtsdienste
- Abteilung für Religionsdienste und religionspädagogische Praxis
- Abteilung für Außenbeziehungen
- Abteilung für Pilgerfahrtswesen (Hadsch und Umra)
- Abteilung für Familie und soziale Dienste
- Abteilung für Bildung, Forschung und Publikationsdienste
- Abteilung für Verwaltung und Finanzdienste
- Abteilung für Humanressourcen (Personal)
- Abteilung für Bauwesen und Liegenschaften

Die DİTİB unterhält außerdem einen Bestattungsfonds zur Finanzierung und Organisation der Überführung und Beisetzung verstorbener türkischer Muslime in die Türkei.
Im Gründungsjahr 1984 waren 230 Vereine angeschlossen. Im Jahr 2002 waren es über 770 Moscheevereine mit jeweils 130 bis 150 Mitgliedern. Im Jahr 2005 waren es nach Angaben des Verbandes 870 Vereine, im Jahre 2007 mehr als 880 und im Jahre 2014 896 Vereine. Die angeschlossenen Ortsgemeinden haben ihren Sitz zumeist in größeren westdeutschen Städten und betreiben dort Moscheen, bei denen es sich in der Mehrzahl um sogenannte Hinterhofmoscheen handelt. Sie sind rechtlich und wirtschaftlich selbständige eingetragene Vereine, die die Prinzipien und satzungsgemäßen Zwecke der DİTİB verfolgen und die DİTİB als Dachverband anerkennen. Allerdings begeben sich viele Mitgliedsorganisationen in eine verstärkte Abhängigkeit von der DİTİB-Zentrale, indem sie dieser ihre Immobilien überschreiben. Im Jahr 2001 wurden 55 von 66 Moscheeneubauvorhaben in Deutschland von Moscheegemeinden getragen, die der DİTİB angehörten.
Die DİTİB regelt die Entsendung hauptamtlicher Hodschas bzw. hauptamtlicher Theologen (etwa: Imame / Prediger und Vorbeter) aus der Türkei, die als Staatsbedienstete für rund fünf Jahre in die Bundesrepublik kommen und vom jeweiligen Konsulat besoldet und beaufsichtigt werden. Es wird bemängelt, „dass diese Vorbeter oft weder die genauen Lebensumstände der Türken in Deutschland kennen noch die deutsche Sprache in ausreichendem Maße beherrschen“.
Jeder DİTİB-Moscheeverein wählt sich aus den eigenen Mitgliedern regelmäßig einen Vorstand. Diese Ortsvorstände wiederum wählen sich aus ihren Reihen ihre DİTİB-Landesvorstände. Beide Strukturen sind zivil organisiert und arbeiten rein ehrenamtlich.
In jedem DİTİB-Moscheeverein und jedem der 15 DİTİB-Landesverbände gibt es jeweils einen gewählten Jugend- und Frauenverband. Bereits seit 2013 besteht ein DİTİB-Bundesfrauenverband und seit 2014 der DİTİB-Bundesjugendverband „Bund Der Muslimischen Jugend“, kurz: BDMJ.

## Führungspersonal
Noch im Jahre 2004 akzeptierte der stellvertretende Generalsekretär Mehmet Yıldırım ein bedingungsloses Kopftuchverbot an öffentlichen Schulen. Diese Ansicht hat die Führung der DİTİB heute grundlegend geändert und zählt mittlerweile zu den stärksten Verfechtern der Lockerung des Burkaverbots.
Besteht schon laut Satzung eine enge Verbindung mit dem türkischen Staat, so ergibt sich in der Praxis, dass qua Amt die Botschaftsräte für Religionsangelegenheiten der Republik Türkei in der Bundesrepublik Deutschland die DİTİB-Präsidenten stellen. Zwischen 2003 und 2007 war Rıdvan Çakır Präsident der DİTİB. Von April 2007 bis 2011 war Sadi Arslan, Botschaftsrat in der türkischen Botschaft, Vorsitzender. Generalsekretär wurde Ali Ihsan Ünlü. Erstmals wurde mit Ayten Kiliçarslan eine Frau in den DİTİB-Vorstand gewählt und sogleich zur stellvertretenden Generalsekretärin bestimmt. Sie schied allerdings bereits 2009 wieder aus dem Vorstand aus. Von 2011 bis 2012 war Ali Dere Vorsitzender, von 2012 bis 2014 İzzet Er, von 2014 bis 2019 Nevzat Yaşar Aşıkoğlu, von 2019 bis 2023 Kazım Türkmen. Seit 2023 ist Muharrem Kuzey Vorsitzender.
Der ehemalige Leiter der DİTİB-Abteilung für Interreligiösen Dialog, Bekir Alboğa, war vom 1. Oktober 2007 bis 31. März 2008 Sprecher des Koordinierungsrats der Muslime in Deutschland.

## Zentralmoscheen

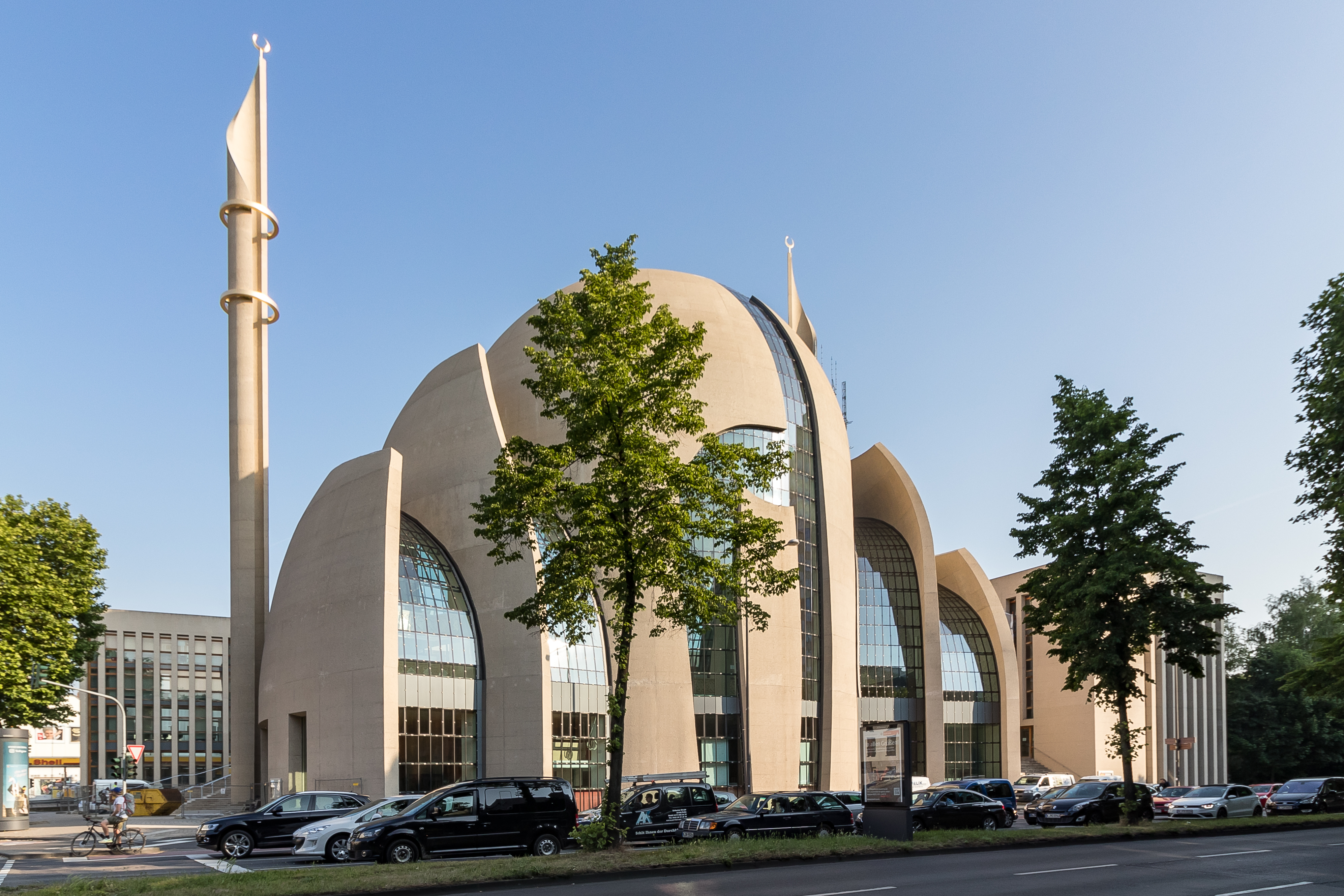
DITIB-Zentralmoschee Köln

Seit November 2009 wurde der schon länger geplante, im Vorfeld umstrittene Neubau einer DİTİB-Zentralmoschee Köln auf dem Gelände der Deutschland-Zentrale der DİTİB im Kölner Stadtteil Ehrenfeld umgesetzt. Eine weitere DİTİB-Zentralmoschee Essen wird im Stadtteil Altendorf errichtet. Die Richtfeste beider Moscheen wurden 2011 bzw. 2012 gefeiert.
Die Turkologin Ursula Spuler-Stegemann warnte, es sei sonderbar, dass die DİTİB so viele Moscheen hierzulande „nach Kriegsherrn wie dem Konstantinopel-Eroberer Mehmed II. benenne“.
Der damalige Ratsvorsitzende der Evangelischen Kirche in Deutschland Wolfgang Huber und die Soziologin und Islamkritikerin Necla Kelek warfen dem Verband im Jahr 2007 anlässlich von Moscheebauten in Deutschland vor, mit zweierlei Maß zu messen. In Deutschland fordere man Religionsfreiheit für Muslime und baue Moscheen, in der Türkei hingegen verweigere dieselbe Behörde türkischen Christen und türkischen Aleviten den Bau ihrer Sakralgebäude und volle Religionsfreiheit.

## Kontroversen

### Antisemitismus, Verhältnis zum Islamismus und zur Integration
Unter Çakırs Präsidentschaft legte die DİTİB besonderes Augenmerk auf ihre Darstellung als integrationsbereiter Faktor in der deutschen Gesellschaft. Die DİTİB war Mitinitiator der Massenveranstaltung „Gemeinsam für Frieden und gegen Terror“. An dieser Demonstration in Köln nahmen am 21. November 2004 über 20.000 Muslime teil. Unter den Gastrednern waren die grüne Politikerin Claudia Roth, der bayerische Innenminister Günther Beckstein und der nordrhein-westfälische Innenminister Fritz Behrens. Ziel der Veranstaltung war es, Gewalteinsatz im Namen des Islams zu verurteilen.
Nach dem Attentat auf das Satiremagazin Charlie Hebdo in Frankreich riefen die großen deutschen Islamverbände zur „Mahnwache für Toleranz und gegen Extremismus“ ans Brandenburger Tor nach Berlin. Ein halbes Jahr später berichtete Robin Alexander in der Welt am Sonntag, dass die Veranstaltung vom Bundeskanzleramt organisiert worden sei. Diesem Vorwurf wurde vom Zentralrat der Muslime Deutschland widersprochen.
2015 berichteten die Frankfurter Allgemeine Zeitung (FAZ) und Report München, dass radikale Islamisten auch in DİTİB-Moscheen aktiv seien. So wurde ein Foto bekannt, auf dem ein Vorstandsmitglied der DİTİB Dinslaken mit ausgestrecktem Zeigefinger posierte, einer Geste aus Salafistenkreisen. In der Frankfurter Allgemeinen Zeitung wurde kritisiert, dass es zu oft eine „stillschweigende Solidarität“ der alten Herren in den Moscheevorständen gegenüber den fehlgeleiteten, wütenden jungen Männern und Frauen gebe. Davon distanzierte sich der DİTİB-Dachverband in einer Presseerklärung. Das verantwortliche Vorstandsmitglied trat umgehend vom Amt zurück, und im November 2015 wurde nach angekündigtem Rücktritt des alten Vorstandes ein neuer Vorstand gewählt.
Im selben Jahr stellte die DİTİB-Gemeinde Melsungen eine ausführliche Sammlung von Sprüchen über Juden aus dem Koran und den Hadithen auf Türkisch ins Netz, in der Juden als Diebe, Lügner, Vertragsbrecher, Prophetenmörder sowie überheblich und geizig charakterisiert werden. Diesbezüglich hat sich der DİTİB-Landesverband Hessen distanziert.
Die Freie und Hansestadt Hamburg hat als erstes Bundesland im Rahmen seines Völkerrechtssubjektes einen Staatsvertrag unter anderem mit der DİTİB abgeschlossen. Geregelt werden sollen Feiertage und gewisse Rechte der islamischen Minderheit in Hamburg. Weiterhin sollen das Zusammenleben der Religionen und der Religionsunterricht gefördert werden. Grünen-Parteichef Cem Özdemir kritisierte diese Vorgehensweise: „Wenn wir unsere Schulen für muslimischen Religionsunterricht über die DİTİB öffnen, lassen wir zu, dass Erdoğans Ideologie im Unterricht in unserem Land verbreitet wird. Das finde ich unerträglich.“
Im April 2016 berichtete der Stern über einen Comic für Kinder der türkischen Religionsbehörde Diyanet, in dem der Märtyrertod verherrlicht wird. In der Bildergeschichte mit der Botschaft „Möge Gott unsere Märtyrer segnen, mögen ihre Gräber mit heiligem Licht erfüllt werden“, die sich an Kinder richtet, schildert ein Vater seinem Sohn, wie ehrenvoll es sei, für seine Überzeugungen zu sterben. Der Vater sagt: „Wie schön, ein Märtyrer zu sein!“ Daraufhin fragt ihn sein Sohn: „Willst Du ein Märtyrer sein?“ und erhält als Antwort: „Natürlich will ich ein Märtyrer sein. Wer will nicht in den Himmel?“ An anderer Stelle heißt es: „Märtyrer sind im Himmel so glücklich, dass sie zehnmal Märtyrer sein wollen.“ Oder: „Ich wünschte, ich könnte auch ein Märtyrer sein.“ An anderer Stelle sagt ein Mädchen: „Ich wünschte, ich könnte Märtyrer sein.“ Darauf antwortet die Mutter: „Wenn Du es Dir genug ersehnst, dann wird Allah Dir die Gelegenheit geben.“ Das Innenministerium von Nordrhein-Westfalen forderte den Deutschland-Ableger DİTİB zu einer Stellungnahme hierzu auf. In der Stellungnahme konnte jedoch keine ausreichende Distanzierung festgestellt werden. Sechs Monate später beendete Nordrhein-Westfalen die Zusammenarbeit im Präventionsprogramm „Wegweiser“ gegen islamischen Extremismus mit dem türkischen Moscheenverband DİTİB.
Der nordrhein-westfälische Justizminister Thomas Kutschaty (SPD) ließ aufgrund der Kontroverse um den Märtyrer-Comic im zweiten Halbjahr 2016 alle Imame der DİTİB, die in den Gefängnissen von Nordrhein-Westfalen zur Betreuung von Häftlingen eingesetzt werden, vom Verfassungsschutz überprüfen. Er sagte dem Kölner Stadt-Anzeiger: „Die Prediger der DİTİB genießen keinen Vertrauensvorschuss mehr“. Die Überprüfung durch den Verfassungsschutz sei „die Konsequenz aus dem Comic der Religionsbehörde Diyanet, in dem der Märtyrer-Tod verherrlicht wird“. Die Landesregierung Rheinland-Pfalz hatte im April 2020 eine Vereinbarung mit der DİTİB geschlossen, in der der Verband als Religionsgemeinschaft staatlich anerkannt wurde. Im Juni 2021 wurde diese Vereinbarung von der Landesregierung überprüft. Im Juni 2021 einigte sich die CDU/FDP Regierungskoalition in Nordrhein-Westfalen auf einen Staatsvertrag mit der DİTİB, wonach die DİTİB Ansprechpartner für den islamischen Religionsunterricht an den staatlichen Schulen wurde.

### Haltung zum Völkermord an den Armeniern
Die DİTİB leugnet den Völkermord an den Armeniern und rief im Vorfeld der Bundestagsabstimmung vom 2. Juni 2016 zur Völkermord-Resolution zusammen mit anderen türkischen Verbänden und Organisationen, darunter der Türkischen Gemeinde in Deutschland und der Union Europäisch-Türkischer Demokraten, zu Protesten auf. In einem gemeinsamen Schreiben an die Abgeordneten schlossen sich 557 türkische Migrantenverbände in Deutschland zusammen, darunter auch die DİTİB, um die Anerkennung des Völkermords an den Armeniern im Bundestag zu verhindern. Nach der Verabschiedung der Völkermord-Resolution durch den Bundestag sagte die DİTİB ein Ramadan-Fastenbrechen, welches in der Sehitlik-Moschee mit Bundestagspräsident Norbert Lammert stattfinden sollte, wegen Drohungen ab. Auch Aydan Özoğuz, die Integrationsbeauftragte der Bundesregierung, wurde von der DİTİB von einem gemeinsamen Fastenbrechen im Rahmen des Ramadan ausgeladen, weil sie nicht gegen die Völkermord-Resolution des Bundestages gestimmt hatte. Zudem erhalten DİTİB-Imame eine Sonderausbildung zum Zwecke der Leugnung des Genozids an den Armeniern.

### Kinder in Kriegsszenen
Im April 2018 wurde bekannt, dass in verschiedenen DİTİB-Moscheen in Deutschland Kinder im Vorschulalter in Soldatenuniformen und mit türkischen Fahnen Kriegsszenen nachspielen mussten. Es wurden Bilder dieser Szenen aus DİTİB-Moscheen in Herford, Mönchengladbach und Ulm bekannt, auch in Österreich hat das dortige DİTİB-Pendant „ATIB“ derartige Kinder-Kriegsspiele veranstaltet. Bei den Veranstaltungen marschieren kleine Kinder in Uniformen durch die Moschee. Dann spielen sie, dass sie von Kugeln getroffen zu Boden sinken. Ein Jugendlicher breitet dann die Fahne der Türkei als Leichentuch darüber. Kleine Mädchen singen: „Die Kugel, die dich getroffen hat, spüre ich in meinem Leib... Mein Märtyrer, schlaf ruhig!“. Als Grund für diese Veranstaltungen wurde das Gedenken an die Schlacht von Gallipoli genannt.
Die Kriegsspiele wurden insbesondere von Vertretern von CDU und FDP heftig kritisiert.

### Rolle während der türkischen Militäroffensive in Syrien
Während der Türkischen Militäroffensive auf Afrin ab Mitte Januar 2018 kam es nach Erkenntnis des Bundesamtes für Verfassungsschutz dazu, "dass einzelnen DİTİB-Moscheegemeinden zurechenbare Personen verfassungsfeindliche nationalistisch-religiöse Aktivitäten entwickelten und entsprechende Äußerungen tätigten". In gleichem Zusammenhang kam es auch zu 26 Anschlägen auf türkische Moscheen in Deutschland, wovon 18 zur DİTİB gehörten. Die Bundesregierung sah einen direkten Zusammenhang zwischen Anschlägen und den Angriff auf Afrin.

### Skandal um Hassrede in Göttingen
Im Februar 2022 verurteilte das Amtsgericht Göttingen Mustafa K., den langjährigen Vorsitzenden der Göttinger DİTİB-Gemeinde wegen Volksverhetzung sowie Billigung von Straftaten zu einer Bewährungsstrafe von zehn Monaten. Gegenstand des Verfahrens waren fünf Beiträge, welche der Angeklagte im Zeitraum von 2015 bis 2021 in Sozialen Medien veröffentlicht hat. In einem Post wurde indirekt die Ermordung von Papst Franziskus gefordert oder zumindest befürwortet. Hintergrund ist, dass dieser den während des Ersten Weltkrieges geschehenen Völkermord an den Armeniern als historische Tatsache anerkannt hatte. Die türkische Regierung bestreitet diesen Genozid bis heute. Außerdem bezeichnete K. Armenier als „Bastardhunde“. Andere Beiträge waren antisemitischen und antizionistischen Inhalts. K. schrieb „Jerusalem gehört den Muslimen“. Zudem postete er das Bild eines israelischen Soldaten, vor dem ein Kind mit erhobener Hand steht und schrieb dazu: „Er [das Kind] bäumt sich vor dem jüdischen Hund auf und sagt: Dein Zionismus wird sich wundern, wenn ich eine osmanische Ohrfeige niederschmettern lasse.“ Im Januar 2021 erschien schließlich ein Beitrag, in dem K. die US-Präsidenten pauschal als Erfüllungsgehilfen der Rothschilds hinstellt, eine klare Bezugnahme auf die Verschwörungstheorie von der geheimen jüdischen Weltherrschaft. In diesem Zusammenhang wird Donald Trump als „Alte Marionette“, Joe Biden als „Neue Marionette“ bezeichnet. Sämtliche Posts erschienen in türkischer Sprache.
Das Urteil erging in Form eines Strafbefehls und ist mit einer Geldauflage verbunden. K.s Rechtsanwalt erklärte, dass sein Mandant die Entscheidung des Gerichts wahrscheinlich akzeptieren werde. Ob das Urteil jedoch tatsächlich Rechtskraft erlangt hat, ist bis heute nicht bekannt.
Als Vorsitzender der DİTİB-Gemeinde soll K. sich stets tolerant und weltoffen gegeben haben, jahrelang hatte er diese beim „Runden Tisch der Religionen Abrahams“ (gemeint sind Judentum, Christentum und Islam) vertreten. Der Runde Tisch wiederum hatte 2019 gemeinsam mit der Stadt Göttingen eine Gemeinsame Erklärung für Frieden und gegenseitigen Respekt und gegen Antisemitismus, Islamfeindlichkeit, Fremdenfeindlichkeit und Rassismus veröffentlicht. Der CDU-Bundestagsabgeordnete Christoph de Vries sieht hier das „typische Gesicht des politischen Islamismus“, der sich einmal mehr durch eine „Janusköpfigkeit“ ausgezeichnet habe: „Nach außen liberal und tolerant auftretend und engagiert im interreligiösen Dialog, nach innen grob antisemitisch, nationalistisch und intolerant agierend“. Die Zusammenarbeit staatlicher Stellen mit der DİTİB stellt de Vries in Frage.
Die DİTİB allerdings positionierte sich in diesem Fall klar. Auf Drängen des Landesverbandes Niedersachsen-Bremen musste K. nach Bekanntwerden der Vorfälle vom Vorsitz der Gemeinde zurücktreten. Ali Ünlü, der Vorsitzende des Landesverbandes, distanzierte sich von „Gruppenbezogener Menschenfeindlichkeit“, wie sie in den Postings zum Ausdruck gekommen sei. Man könne aber nicht alle 84 Mitgliedsgemeinden permanent und umfassend kontrollieren und müsse den dort engagierten Menschen vertrauen. Eindringlich warnte Ünlü vor einer pauschalen Diffamierung des Islams und seiner Repräsentanten in Deutschland. Ähnlich äußerte sich ein Mitglied des Bundesvorstandes. Unter ihrem neuen Vorsitzenden ist die Göttinger Gemeinde weiter im interreligiösen Dialog engagiert. Am 21. April 2022 feierte sie ein Fastenbrechen mit Vertretern anderer Glaubensgemeinschaften sowie der Stadt Göttingen. Dabei sprach eine Vertreterin der Jüdischen Gemeinde von einem gelungenen „Neustart“ der Beziehungen mit DITIB.

## Anbindung an den türkischen Staat
Für Kritiker ist DİTİB „der verlängerte Arm des türkischen Staates“; sie betreibe planmäßig eine „Islamisierung Deutschlands“ und könne als „Vorfeldorganisation der türkischen AKP“, der Partei von Recep Tayyip Erdoğan, bezeichnet werden. Auf Grund einer solchen Rolle als Sachwalter staatspolitischer und stellenweise als islamistisch auszulegender Interessen der Türkei steht die DİTİB zunehmend in der Kritik. Laut Islamwissenschaftler Ralph Ghadban stehe die DİTİB für „türkischen Nationalismus statt Integration.“ Süleyman Sögütlü ist Vorstandsmitglied der Offenburger DİTİB-Moschee und bezeichnet sich selbst als „unpolitisch“. Im November 2016 wurde ein Foto von Sögütlü bekannt, das ihn vor der türkischen Nationalflagge mit dem Gruß der rechtsextremen Graue Wölfe zeigt. Er hatte es selbst bei Facebook veröffentlicht. In dem Bericht wird Civan Altan vom Vorstand des Jesidischen Kulturzentrums zitiert, wonach in der Moschee vor allem türkische Außenpolitik betrieben wird, aber kaum Religion. Nach Ansicht der damaligen Bürgermeisterin von Berlin-Neukölln Franziska Giffey wird die DİTİB „von der Türkei gesteuert und vermittelt das türkische politische Verständnis – nicht das unseres Landes“. Der Leiter der Abteilung Internationaler Extremismus beim Verfassungsschutz in Baden-Württemberg beobachtet seit dem Regierungsantritt von Recep Tayyip Erdoğan ein „Rollback“ in den DİTİB-Gemeinden. Der damalige CSU-Generalsekretär Andreas Scheuer sieht die Nähe der DİTİB zu Erdoğan auch deshalb als bedenklich an, weil sich die Türkei unter der Regierung Erdoğan immer weiter von den Grundwerten des aufgeklärten Europas entferne. Die Finanzierung von Moscheen und islamischen Kindergärten aus dem Ausland, insbesondere aus der Türkei und Saudi-Arabien, müsse beendet werden, damit nicht zum Teil extreme Wertvorstellungen importiert werden. In Österreich wurde 2015 ein Gesetz erlassen, das die Auslandsfinanzierung religiöser Vereine verbietet. Auf Basis des Gesetzes wurde Anfang 2016 für einen von der DİTİB entsandten Imam das Visum nicht verlängert. 64 weiteren Vorbetern droht ebenfalls die De-facto-Ausweisung. Die DİTİB entsendet 970 türkische Imame nach Deutschland, die zumeist kein Deutsch können und regulär jeweils nach fünf Jahren ausgetauscht werden.

„DİTİB als Vertretung des türkischen Islam untersteht amtlich dem türkischen Innenministerium. DİTİB hat den Auftrag, die Integration der Türken zu verhindern, bekommt dafür aber (jährlich) 8,5 Millionen Euro Zuschüsse vom deutschen Staat für sogenannte Integrationsprojekte.“

Ähnlich äußerte sich Thomas Strobl, baden-württembergischer Innenminister: „Das können wir nicht akzeptieren.“ Ähnliche Meinungen fasste der Journalist Matthias Kamann in einem Artikel in Die Welt zusammen.
Nach Recherche der ARD gibt es eine Anweisung des türkischen Religionsattache, dass in den DİTİB-Moscheen (auch) in Deutschland die Gläubigen für Erdogans Krieg in Syrien zu Geschlossenheit aufgerufen werden soll. Im Januar 2018 ließ die Diyanet in den DİTİB-Moscheen mit der Eroberungssure des Koran für einen Erfolg der türkischen Militäroffensive gegen die Kurden in Syrien beten. Ferner verbreiteten DİTİB-Moscheen Kriegsvideos in den sozialen Netzwerken. Im März 2018 sollen Türkei-Rundreisen für junge Erwachsene durchgeführt werden, für die in DİTİB-Moscheegemeinden geworben wird. Zum Abschluss dieser Reisen solle „unserem obersten Heerführer“, Erdogan, gehuldigt werden. Der Politiker Volker Beck forderte, das Land Hessen müsse seine Anerkennung der DİTİB als Religionsgemeinschaft zurücknehmen. Die Kooperation des deutschen Staats müsse überprüft werden.
Am 28. April 2020 kündigte das Land Hessen an, die Partnerschaft bei dem bekenntnisorientierten muslimischen Religionsunterricht mit der Vereinigung ab dem darauffolgenden Schuljahr aufgrund zu starker Nähe zum türkischen Staat auszusetzen.

### Zusammenarbeit mit dem türkischen Geheimdienst
Das Focus-Magazin berichtete wiederholt über die Zusammenarbeit des türkischen Geheimdienstes mit der DİTİB. Bereits im April 1994 wurde berichtet, dass die über die Türkei bezahlten Imame als geistliche Oberhäupter verpflichtet seien, alle vier Monate einen detaillierten Bericht über das Innenleben der türkischen Gemeinden zu schreiben. Die 700 staatlichen Moscheen in Deutschland werden als Horchposten des Geheimdienstes bezeichnet. Im Zuge eines Prozesses gegen den ehemaligen Berater von Recep Tayyip Erdoğan und als Top-Spion bezeichneten Muhammed Taha Gergerlioglu berichtete Focus im Juli 2015, dass die staatliche DİTİB-Moschee in Köln-Ehrenfeld als wichtiger Stützpunkt von Hakan Fidans Geheimdienst MIT gelte. Die Vorbeter werden angeblich angewiesen, Informationen über Erdoğan-Kritiker sowie Personenfotos über vermeintliche Landesverräter zu liefern. Falls ein Rollkommando für harte Bestrafungsaktionen benötigt würde, stünden die Schläger der nationalistischen Grauen Wölfe gern bereit. In einem „offen Brief“ nannte die DİTİB-Pressestelle dies eine „lächerliche Verschwörungstheorie“. Die Nachrichtenseite Die Welt zitierte im Dezember 2016 nun aus weiteren Dokumenten der Zeitung Cumhuriyet, die die Vorwürfe des Focus-Magazins bestätigen. Die Zeitung stellte fest, dass es mit der Unabhängigkeit von der Zentrale in Ankara, wie DİTİB-Funktionäre gerne behaupten, „nicht so weit her sein kann“.
Nach dem Putschversuch 2016 in der Türkei begann auch innerhalb der DİTİB eine Auseinandersetzung mit Anhängern der Gülen-Bewegung. Sie wird von der AKP und der türkischen Regierung als Terrororganisation eingestuft. In einem Schreiben vom 20. September 2016 wies der Leiter der Auslandsabteilung der Diyanet, Halife Keskin, die Auslandsvertretungen der Türkei und deren Religionsattachés an, über die Gülen-Bewegung in ihrem Bereich zu berichten. Daraufhin forderten die Religionsattachés von den Imamen der DİTİB-Gemeinden entsprechende Berichte an. Ende 2016 wurde bekannt, dass tatsächlich in mehreren deutschen Städten Imame in ihren Moscheen für die türkische Regierung spionierten und die DİTİB deren Berichte zusammentrug. Die Imame verfassten zum Teil sehr ausführliche Berichte über in Deutschland lebende mutmaßliche Anhänger der Gülen-Bewegung. In einem der Zeitung Cumhuriyet vorliegenden Schreiben des türkischen Religionspräsidiums an alle Auslandsvertretungen würden „ausführliche Berichte“ über Personen, Einrichtungen und Tätigkeiten der Gülen-Bewegung in Deutschland angefordert. Auf diese Weise seien 50 Listen aus 38 Ländern entstanden. Unter den Listen, in denen die Betroffenen mit vollem Namen genannt würden, fänden sich Berichte der Generalkonsulate in Köln und Düsseldorf. Denunzierende Imame sollen auch für das Konsulat in München gearbeitet haben. Ali Ertan Toprak (CDU), Bundesvorsitzender der Kurdischen Gemeinde in Deutschland (KGD) und Präsident der Bundesarbeitsgemeinschaft der Immigrantenverbände (BAGIV), bezeichnete die DİTİB-Praktiken nach deren Bekanntwerden als „Stasi-Methoden“, die es in Deutschland nicht geben dürfe.
Der DİTİB-Bundesverband leugnete zunächst, dass Gemeinden eine solche Anweisung erhalten hatten. Später rückte DİTİB-Sprecher Bekir Alboğa von diesem Dementi ab und räumte ein, dass die Imame in Deutschland über die türkischen Generalkonsulate aufgefordert worden waren, über die Gülen-Bewegung zu berichten. Dieser Verteiler sei „schlicht ein Fehler und so nicht vorgesehen“ gewesen. Ercan Karakoyun, der Vorsitzende der Stiftung Dialog und Bildung in Berlin, ein Ansprechpartner für Hizmet (Gülen-Bewegung) Deutschland, erwiderte, es sei „schon sehr verniedlichend, jetzt von einer Panne zu sprechen“. Den DİTİB-Imamen sei es vielmehr bei ihren Nachforschungen darum gegangen, herauszufinden, um welche Personen es sich handele und was diese täten. Deshalb hätten sich viele Hizmet-Anhänger nicht mehr in die DİTİB-Moscheen getraut und die Gemeinden in Scharen verlassen.
Der Generalbundesanwalt beim Bundesgerichtshof prüfte nach Bekanntwerden der Vorwürfe, ob und in welchem Umfang die DİTİB für die Handlungen seiner Imame verantwortlich ist. Im Februar 2017 wurden im Zuge der Spionageaffäre bei polizeilichen Razzien mehrere Beweismittel in Wohnungen von DİTİB-Imamen in Nordrhein-Westfalen und Rheinland-Pfalz sichergestellt. Der türkische Justizminister Bekir Bozdağ verurteilte die Razzien als „klaren Verstoß gegen internationale Abkommen und die deutsche Verfassung“. Dort sei schließlich Religions- und Glaubensfreiheit festgeschrieben. Bozdağ sagte, die Razzien zeigten, wie leicht Deutschland „den Behauptungen von Terroristen Glauben schenkt“. Halife Keskin, Verfasser des ursprünglichen Spionageauftrages, löste im Februar 2017 einen Eklat aus, weil er von deutschen Behörden unbehelligt am 19. Februar nach Deutschland reisen konnte und keine Versuche unternommen wurden, ihn zur Spionageaffäre zu befragen.
Der Generalbundesanwalt ermittelt seit den Razzien gegen 19 DİTİB-Imame, die Informationen über in Deutschland lebende Gegner der türkischen Staatsführung übermittelt haben sollen.
Im September 2018 wurde bekannt, dass das Bundesamt für Verfassungsschutz die Überwachung der DİTİB prüft und dazu bis Mitte Oktober auf Stellungnahmen der Länder wartet. In Kreisen des Verfassungsschutzes wird eine kontroverse Debatte darüber erwartet, ob die DİTİB offiziell als Verdachtsfall oder sogar als Beobachtungsobjekt eingestuft werden soll.
Am 5. Mai 2017 wurde der DİTİB der Negativpreis Big Brother Award in der Kategorie Politik verliehen, „weil bei der DİTİB tätige Imame für türkische Behörden und den Geheimdienst MİT ihre Mitglieder und Besucher ausgehorcht und sie so der Verfolgung durch türkisch-staatliche Stellen ausgeliefert haben sollen“. Zuvor hatte die DİTİB dem Ausrichter der BigBrotherAwards, Digitalcourage e. V., mit einer Klage wegen übler Nachrede gedroht für den Fall, dass die Preisverleihung stattfinde.

### Traditionspflege als Integrationshindernis
Die ehemalige Islam-Beauftragte der SPD und Islamkritikerin Lale Akgün warf der DİTİB Machtgelüste und „reaktionäre Gesinnungen“ vor. Als „Ableger“ der staatlichen türkischen Religionsbehörde Diyanet gehe es „diesen Moralpredigern nicht um Religion, sondern um die Deutungshoheit über das Soziale“, schreibt Akgün im Kölner Stadt-Anzeiger. Als Beispiel verwies Akgün auf einen später wieder aus dem Internet entfernten Leitfaden der türkischen Behörde Diyanet für „gute und vorbildliche muslimische Frauen“, worin „frauenfeindliche Vorschriften“ enthalten gewesen seien wie etwa das Alleinreise-Verbot für Frauen. Auch nachdem man erklärt hatte, sie zurückgezogen zu haben, vertrieb die DİTİB weiterhin eine Islam-Fibel mit dem Titel Erlaubtes und Verwehrtes des türkischen Islamwissenschaftlers Hayrettin Karaman, in welcher das Schlagen von Ehefrauen als adäquates Verhalten dargestellt wird.
Der Schriftsteller und Journalist Ralph Giordano vertrat die Ansicht, die DİTİB sei ein ungeeigneter Bauträger für Moscheen in Deutschland, insofern es ihr eher um die Bewahrung des Türkentums als um die Eingliederung türkischer Migranten in die deutsche Gesellschaft gehe. Die DİTİB ersetze zudem Religion durch „Ultrapatriotismus“. Die CDU-Bürgerschaftsfraktion in Hamburg warf der Türkisch-Islamischen Union der Anstalt für Religion (DİTİB) aggressive Stimmungsmache gegen christliche Kultur vor. Um den Jahreswechsel 2016/2017 herum hätten DİTİB-Vertreter im Internet Stimmung gegen das Feiern von Weihnachten und Silvester gemacht. Wie Focus berichtete, handelte es sich allerdings nur um die Facebook-Seiten einiger kleinerer DİTİB-Gemeinden.

### Finanzierung und institutionelle Einflussnahme
Das Diyanet erklärte, sie habe derzeit rund 970 Imame nach Deutschland entsandt, die regulär je fünf Jahre in der Bundesrepublik blieben. Die Behörde für Religionsangelegenheiten beim türkischen Ministerpräsidenten in Ankara, die auch die DİTİB anleitet, verfügte im Haushaltsjahr 2016 über rund 6,4 Milliarden Türkische Lira (rund 1,8 Milliarden Euro). Davon baut und unterhält sie Moscheen und hat 120.000 Mitarbeiter. Seit 2008 hat sich ihr Etatposten in Euro fast verdoppelt, in Lira sogar verdreifacht.
Der Journalist Jörg Lau monierte die „Nähe zum türkischen Staat“, die DİTİB sei ein „langer Arm Erdogans“.
Die institutionelle Verbindung der DİTİB zum Diyanet İşleri Başkanlığı, dem staatlichen Präsidium für Religionsangelegenheiten der Türkei in Ankara, ist in der Satzung des Vereins festgeschrieben. Deutschlandradio hat die Satzung beim Amtsgericht Köln, dem zuständigen Registergericht, wo der Dachverband als gemeinnütziger Verein eingetragen ist, in der rechtlich verbindlichen Fassung eingesehen. Stefan Muckel, Professor für Öffentliches Recht und Kirchenrecht, ein bekannter Gutachter über islamische Organisationen, auch über die DİTİB, sagt zur Satzung, die Abhängigkeit vom türkischen Religionspräsidium Diyanet sei eindeutig.

„DİTİB hat organisatorische und institutionelle Verbindungen zum Diyanet. Das lässt sich der Satzung entnehmen, da gibt es bestimmte Rechte für hohe Bedienstete des türkischen Amtes für religiöse Angelegenheiten.“

So schreibt die Satzung vor, dass der Präsident des Diyanet zugleich Vorsitzender im Beirat der DİTİB ist. Allein dieses Gremium bestimmt, wer in den Vorstand gewählt werden darf. Zusätzlich stellen weitere Paragraphen eine direkte Verbindung zum türkischen Religionsamt Diyanet her, so Muckel.
Im Oktober 2017 wurde bekannt, dass die Bundesregierung die Fördermittel für den Verband 2018 auf 297.500 Euro kürzt. Dieser Betrag ist nur ein Fünftel der 2017 und weniger als ein Zehntel der 2016 gezahlten Fördermittel. Das Bundesinnenministerium zahlte 2017 1,47 Millionen Euro an die DİTİB-Zentrale in Köln sowie DİTİB-Teilverbände aus. 2016 wurden noch 3,27 Millionen Euro gezahlt. Der Zentralrat der Muslime erhielt z. B. 2016 knapp 880.000 Euro, 2017 mehr als eine Million Euro und soll 2018 gut 100.000 Euro erhalten.

### Entsendung der Imame aus der Türkei durch Diyanet und eigene Imam-Ausbildung in Deutschland
Gegenstand der Kritik ist auch die Entsendung der Imame aus der Türkei, denen es durch mangelnde Sprachkenntnisse und begrenzte Dienstzeit nicht möglich sei, sich mit den kulturellen Gepflogenheiten der jeweiligen Ländern adäquat vertraut zu machen. Die 2010 konzipierte Imamausbildung an den Universitäten in Münster, Osnabrück und Tübingen lehnte die DİTİB ab.
Im Jahr 2017 entsendete die türkischen Religionsbehörde Diyanet 350 islamischen Geistliche nach Deutschland, deren Aufenthalt mittels Arbeitsvisa mit einer Gültigkeitsdauer von 180 Tagen genehmigt wurde.
Im Jahr 2019 wurde mehrmals berichtet, dass ein Paragraph der Beschäftigungsverordnung dahingehend geändert werden solle, dass religiöses Personal (jeder Religion) aus dem Ausland vor Arbeitsaufnahme in Deutschland bereits über Sprachkenntnisse verfügen müsse.
Mit der Einrichtung einer eigenen Imam-Ausbildungsstätte in Dahlem/Eifel kommt die DİTİB Forderungen nach in Deutschland sozialisierten Imamen entgegen. Seit Januar 2020 bietet sie erstmals das Ausbildungsprogramm „Religionsbeauftragte für Moscheegemeinden“ an. Ziel ist es, laut einer Erhebung des BAMF, "neu eingestellte Religionsbeauftragte und Gemeindereferentinnen und -referenten, Absolventinnen und Absolventen des Studiengangs „Internationale Theologie“ in der Türkei sowie der Islamisch-Theologischen Zentren in Deutschland, mit denen die DİTİB kooperiert, für die praktische Arbeit in einer Moschee zu qualifizieren." Ausbildungsziel ist dabei eine Qualifizierung zum Einsatz als Imam, Muezzin, aber auch Prediger, Gemeindeseelsorger und Gemeindepädagoge. Das zweijährige Programm richtet sich an 30 Personen pro Jahr, die mindestens über einen Bachelorabschluss in islamischer Theologie verfügen.
Der Religionswissenschaftler Rauf Ceylan meint, die Imamausbildung der DİTİB sei aufgrund der Abhängigkeit vom türkischen Staat keine Lösung. Die Bundesregierung sieht das Vorhaben hingegen laut Presseberichterstattung vorsichtig optimistisch. So sagte Innenstaatssekretär Markus Kerber: „Damit wird eine Alternative zur Entsendung der Imame aus der Türkei geschaffen.“ Gleichzeitig warnte er, es sei ein „wichtiger, aber nur erster Schritt getan“.
Das Thema Einschränkung der Entsendepraxis in Deutschland ist auch Teil des Koalitionsvertrages der Bundesregierung.

### Kriegspropaganda für den türkischen Militäreinsatz in Nordsyrien
Im Zusammenhang mit dem Einsatz der türkischen Armee gegen Rojava wurde eine Indienstnahme der DİTİB-Moscheen für die türkische Kriegspropaganda kritisiert. Dabei ging es um das Gebet der Fetih-Sure für den Sieg in Afrin durch den Berliner Religionsattaché, dem viele DİTİB-Gemeinden folgten. Der Moscheeverband wies die Kritik zurück, da der Aufruf nicht von ihm, sondern von der Religionsbehörde in Ankara ausging. „Ein Aufruf zu bestimmten Gebeten in den Gemeinden erfolgte durch die DITIB nicht.“ Weitere Vorwürfe gab es zu einer Reise zum obersten Heerführer der Türkei und im Zusammenhang mit Konsulatsveranstaltung zum Märtyrertag in DITIB-Moscheen.

### Verhältnis zur Muslimbruderschaft und Grauen Wölfen
Die DİTİB pflegt auch Beziehungen zur islamistischen Muslimbruderschaft. So nahmen an einer Islamkonferenz in der Kölner DİTİB-Zentralmoschee im Januar 2019 mit Ibrahim el-Zayat und Khaled Hanafy zwei bekannte Persönlichkeiten teil, die Sicherheitsbehörden der Organisation zuordnen. Ebenfalls eingeladen war Hussein Halawa, der Generalsekretär des muslimbruder-nahen European Council for Fatwa and Research (ECFR). Das nordrhein-westfälische Innenministerium erklärte in Bezug auf die Teilnahme, dass „die Türkei die Bewegung der Muslimbrüder unterstützt. Vor diesem Hintergrund bestehen seitens der DİTİB, die in einem Abhängigkeitsverhältnis zur türkischen Religionsbehörde steht, offenbar keine Berührungsängste gegenüber der Muslimbruderschaft“.
Im Januar 2022 enthüllte Der Spiegel, dass einige Funktionäre der DİTİB offen mit den türkischen Rechtsextremisten der Grauen Wölfe sympathisieren.